# Balham (metropolitana di Londra)
La stazione di Balham è una stazione della metropolitana di Londra della linea Northern.

## Storia
La stazione fu inaugurata il 6 dicembre 1926 come parte dell'estensione Morden del City & South London Railway (anche se la linea venne aperta un po' prima, il 13 settembre 1926), che in seguito divenne parte della linea Northern.
Durante la seconda guerra mondiale, Balham era una delle tante stazioni della metropolitana profonde designate per l'utilizzo come rifugio antiaereo civile. Alle 20:02 del 14 ottobre 1940 una bomba è caduta sulla strada sopra l'estremità settentrionale dei tunnel della piattaforma e si formò un grande cratere in cui un autobus si schiantò. Il tunnel, in direzione nord, parzialmente crollato, fu riempito con terra e acqua. Secondo la Commissione del Commonwealth War Graves (CWGC), 66 persone nella stazione sono state uccise. Nel mese di ottobre 2000, una targa commemorativa, che ricorda questo evento, è stata messa nella biglietteria della stazione. Essa ha dichiarato che 64 vite sono state perse, il che differisce dal registro delle CWGC. Il 14 ottobre 2010 è stata sostituita con una nuova targa commemorativa, che non precisa il numero di vittime.

## Impianti e strutture
La stazione di Balham, che si trova tra le stazioni di Clapham South e di Tooting Bec, ha gli ingressi sui lati est e ovest di Balham High Road collegati da un sottopassaggio pedonale. Gli edifici di superficie sono stati progettati dall'architetto Charles Holden.
Balham è l'unica stazione sul ramo Morden della linea Northern direttamente adiacente a una stazione della National Rail.

## Interscambi
La fermata costituisce interscambio con la stazione ferroviaria omonima.
Nelle vicinanze della stazione effettuano fermata alcune linee urbane automobilistiche, gestite da London Buses.
- Stazione ferroviaria (Balham, linee nazionali)
- Fermata autobus

## Nella cultura di massa
Il video per il single Missing degli Everything but the Girl usa ripetutamente la stessa inquadratura: un veicolo in movimento che passa tra gli edifici della A24 Balham High Road, mentre in un'altra inquadratura, Tracey Thorn è vista camminare lungo il lato della strada.
Il bombardamento della stazione durante la seconda guerra mondiale è brevemente menzionato nel romanzo di Ian McEwan, Espiazione, mentre il film, basato sul libro, descrive un allagamento della stazione. Sia il romanzo che il film cambiano la data dell'evento, con il romanzo che lo colloca nel settembre 1940, e il film il 15 ottobre anziché il giorno precedente.